# Sabina Berman
 (mars 2016).
Si vous disposez d'ouvrages ou d'articles de référence ou si vous connaissez des sites web de qualité traitant du thème abordé ici, merci de compléter l'article en donnant les références utiles à sa vérifiabilité et en les liant à la section « Notes et références ».
Pour les articles homonymes, voir Berman.
Sabina Berman (née le 21 août 1955 à Mexico) est une poétesse, dramaturge, scénariste et réalisatrice mexicaine.

## Biographie
Après des études de psychologie à l'Université nationale autonome du Mexique, Sabina Berman entre dans la compagnie d'Héctor Azar et publie sa première pièce de théâtre en 1976, El jardín de las delicias o El suplicio del placer.
En 1986, elle publie Poemas de agua, puis en 1988 un recueil de poèmes lesbiens, Lunas.
Son roman La Bobe paraît en 1990. Elle écrit la pièce Entre Villa y una mujer desnuda (1993), qu'elle adapte elle-même au cinéma en 1996, après son film El árbol de la música (1994). Sa pièce Molière (théâtre mexicain) est traduite en français en 2005.
Sabina Berman a été en couple avec le metteur en scène Abraham Oceransky ainsi qu'avec la productrice de musique de film Lynn Fainchtein Steider (es).

## Filmographie

### Scénariste
- 1980 : La tía Alejandra
- 1996 : Entre Pancho Villa y una mujer desnuda
- 1999 : Mujeres y poder
- 1999 : Brisa de Navidad
- 2007 : Shalalá
- 2009 : El Traspatio
- 2010 : 200 años de mexicanos en movimiento
- 2012 : Amante de lo ajeno
- 2015 : Gloria de Christian Keller

### Réalisatrice
- 1994 : El árbol de la música
- 1996 : Entre Pancho Villa y una mujer desnuda